# Heliopetes macaira
Heliopetes macaira con el nombre común de saltarina blanca de borde negro es una mariposa de la familia Hesperiidae. Se encuentra desde el sur de Texas en América del Norte hacia el sur a través de América Central hasta Paraguay.
La envergadura es de 32 a 35 mm. Hay varias generaciones con adultos en vuelo de abril a noviembre en el sur de Texas. 
Las larvas se alimentan de Malvaviscus arboreus. Los adultos se alimentan de néctar de flores.

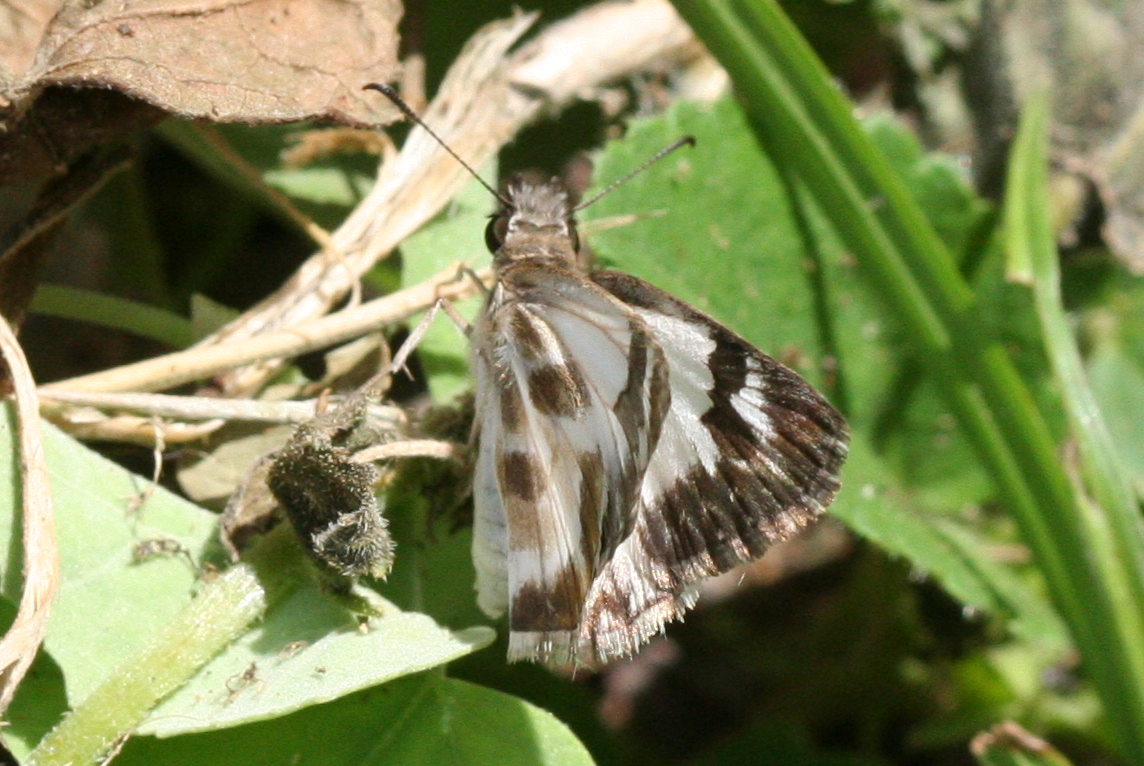

## Subspecies
- Heliopetes macaira macaira (Arizona, México, Guatemala, Panamá, Venezuela).
- Heliopetes macaira orbigera (Brasil, Bolivia).